# Historia meteorológica del huracán Florence
La historia meteorológica del huracán Florence abarcó 22 días, desde su formación el 28 de agosto de 2018 hasta su disipación el 18 de septiembre del mismo año. Originado a partir de una onda tropical sobre África Occidental, Florence se organizó rápidamente al emerger sobre el océano Atlántico. Las condiciones atmosféricas favorables permitieron su desarrollo hasta convertirse en una depresión tropical el 31 de agosto, justo al sur de las islas de Cabo Verde. Al intensificarse en tormenta tropical al día siguiente, Florence emprendió una trayectoria de oeste-noroeste a noroeste sobre aguas abiertas. Aunque inicialmente se vio afectado por un aumento en la cizalladura del viento y aire seco, el pequeño ciclón aprovechó una zona limitada de baja cizalladura y aguas cálidas. Tras alcanzar la categoría de huracán el 4 de septiembre, Florence experimentó un inesperado período de intensificación rápida hasta el 5 de septiembre, culminando como un huracán de categoría 4 en la escala de Saffir-Simpson. Sin embargo, las condiciones se tornaron desfavorables nuevamente, debilitándolo a tormenta tropical el 7 de septiembre.
Entre el 7 y el 9 de septiembre, el avance de Florence se desaceleró al girar hacia el oeste. Las condiciones favorables regresaron el 9 de septiembre, permitiendo que recuperara su estatus de huracán. Al dirigirse al noroeste hacia Estados Unidos, una segunda fase de intensificación rápida comenzó ese día y continuó hasta el 10 de septiembre, alcanzando nuevamente la categoría 4. Posteriormente, alcanzó su intensidad máxima con vientos máximos sostenidos de 240 km/h y una presión de 937 mbar (hPa; 27,67 inHg). Un debilitamiento constante ocurrió en los días siguientes debido al colapso de las corrientes de dirección. El huracán redujo su velocidad significativamente para el 13 de septiembre al acercarse a Carolina del Norte, donde lluvias torrenciales comenzaron a afectar el estado y persistieron hasta el 17 de septiembre.
Florence aterrizó cerca de Wrightsville Beach el 14 de septiembre con vientos de 150 km/h. Al permanecer cerca de la costa se debilitó lentamente, degradándose a depresión tropical el 16 de septiembre. Las bandas de lluvia persistentes produjeron precipitaciones récord y devastadoras en Carolina del Norte y del Sur durante este período. Las inundaciones catastróficas y los extensos daños por viento resultaron en 22 fallecimientos directos y 30 indirectos en las Carolinas y Virginia. Florence se transformó en un ciclón extratropical el 17 de septiembre antes de disiparse al día siguiente.

## Orígenes
El 28 de agosto de 2018, el Centro Nacional de Huracanes (NHC, siglas en inglés de National Hurricane Center) comenzó a monitorear una onda tropical, una extensa zona de baja presión, sobre África Occidental por su potencial de ciclogénesis tropical en los siguientes cinco días mientras avanzaba hacia el oeste. Al día siguiente, la probabilidad de convertirse en ciclón tropical aumentó; y el 30 de agosto se formó un sistema de baja presión más definido frente a la costa de Senegal. Ese día, el sistema se dividió en dos, con la parte norte evolucionando eventualmente en Florence y la parte sur convirtiéndose más tarde en la Depresión tropical DIECINUEVE-E en el Pacífico Oriental. Condiciones ambientales favorables, como alta humedad y baja cizalladura del viento, facilitaron la organización y el desarrollo de extensas actividades de tormentas y lluvias. Aunque carecía de un centro bien definido, pero representando una amenaza inmediata para Cabo Verde, el NHC comenzó a emitir avisos sobre el sistema como el Ciclón tropical potencial SEIS ese mismo día. Los vientos alisios del este impulsaron la perturbación en una trayectoria de oeste a oeste-noroeste. Durante gran parte del día y hasta el 31 de agosto, la convección permaneció limitada al suroeste de la perturbación dentro de una vaguada monzónica, impidiendo su clasificación como ciclón tropical. Hacia el final del 31 de agosto, la organización convectiva fue suficiente para que el NHC designara la formación de la Depresión tropical SEIS al pasar al sur de Santiago en Cabo Verde.
Para el 1 de septiembre, el principal factor de dirección cambió a una fuerte y extensa cresta subtropical anclada al norte. Esta cresta se extendía desde Europa hasta el este de Estados Unidos y fue el factor de dirección dominante durante gran parte de la historia de la tormenta. Una cizalladura moderada frenó temporalmente el desarrollo y desplazó la convección hacia el lado este de la depresión. Pronunciadas bandas de lluvia rodearon la circulación y la depresión se intensificó en tormenta tropical; en consecuencia, el NHC le asignó el nombre Florence. Las estimaciones de intensidad por satélite indicaron que Florence alcanzó vientos máximos sostenidos de 95 km/h a las 09:00 UTC del 2 de septiembre. Posteriormente, la cizalladura y la entrada de aire seco desplazaron la convección del centro de baja presión en superficie, dejándolo expuesto. Surgió una considerable incertidumbre en el pronóstico de Florence, ya que los modelos meteorológicos comenzaron a mostrar diversas posibilidades. Las fluctuaciones en organización e intensidad continuaron hasta el 3 de septiembre.

## Intensificación inesperada
El desarrollo de un pequeño nublado denso central  y un ojo a nivel medio indicó que Florence alcanzó la intensidad de huracán temprano el 4 de septiembre, aproximadamente a 2000 km al oeste-noroeste de las islas de Cabo Verde. Las condiciones a gran escala (cizalladura moderada, temperaturas del agua por debajo de 27 °C y baja humedad relativa) no favorecían una mayor intensificación. Sin embargo, estas condiciones eran un promedio de un área extensa y no reflejaban con precisión las condiciones localizadas cerca de Florence. El sistema compacto se formó rápidamente de manera inesperada dentro de una pequeña área de baja cizalladura. La estructura central del huracán y sus bandas externas evolucionaron notablemente, sorprendiendo a los pronosticadores y superando las predicciones de los modelos. En contraste con las guías de los modelos, Florence continuó intensificándose y alcanzó el estatus de huracán mayor alrededor de las 12:00 UTC del 5 de septiembre. Sus vientos sostenidos aumentaron a 215 km/h y su presión cayó a 950 mbar (hPa; 28,05 inHg), clasificándolo como huracán de categoría 4 en la escala de Saffir-Simpson. Ubicado en 22°42′N 46°36′O / 22.7, -46.6, Florence se convirtió en el huracán de categoría 4 más septentrional al este del 50°O.
La intensificación imprevista del huracán lo llevó a desplazarse más al norte, fuera de la zona de baja cizalladura localizada. La cizalladura persistente finalmente afectó a Florence entre el 6 y el 7 de septiembre, causando que la convección se volviera asimétrica e inclinando el núcleo de la tormenta de suroeste a noreste. En las primeras horas del 7 de septiembre, se produjo una rápida degradación de la estructura de Florence. Su circulación de bajo nivel quedó expuesta al desplazarse la convección hacia el noreste y el ojo, antes bien definido, se disipó. Datos de difusómetro revelaron que el sistema se debilitó a intensidad de tormenta tropical a las 00:00 UTC. El meteorólogo Robbie Berg describió los pronósticos de intensidad para Florence como una profecía autofrustrada debido a las sutilezas de la cizalladura ambiental. Una cresta de nivel medio en formación detuvo el movimiento hacia el norte de Florence, provocando un lento giro hacia el oeste. Los modelos meteorológicos se volvieron más consistentes sobre la futura trayectoria de la tormenta, aumentando la certeza de un impacto significativo en el sureste de los Estados Unidos. Esta amenaza se vio amplificada por los efectos secundarios del remanente extratropical del Tifón Jebi, que influyó en una cresta al este de Estados Unidos, alejó una vaguada de Florence más rápido de lo previsto inicialmente. Esta trayectoria resultó climatológicamente inusual, ya que los impactos de huracanes en Estados Unidos suelen originarse más al sur y oeste de la posición de Florence ese día.

## Aproximación a Estados Unidos

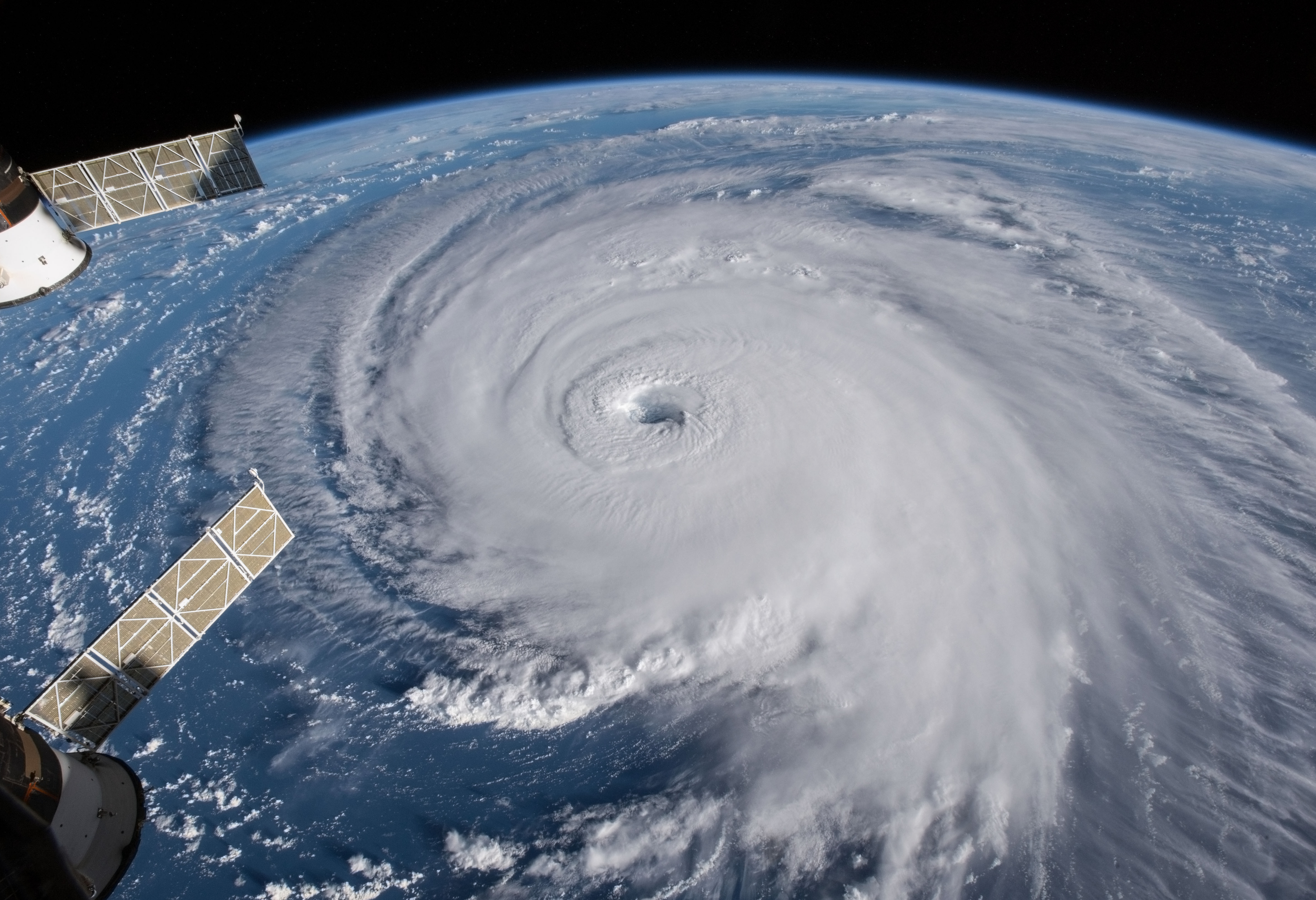
El huracán Florence visto desde la Estación Espacial Internacional el 12 de septiembre

Las condiciones ambientales se volvieron cada vez más propicias para la reorganización el 8 de septiembre, cuando los cazadores de huracanes de la Administración Nacional Oceánica y Atmosférica (NOAA,  siglas en inglés de National Oceanic and Atmospheric Administration) comenzaron el reconocimiento del ciclón. Surgieron alrededor de la tormenta bandas convectivas y apareció un ojo en formación en las imágenes satelitales. El nublado denso central de la tormenta se definió mejor y se desarrolló una pared del ojo completa dentro de su núcleo. Florence recuperó el estatus de huracán alrededor de las 12:00 UTC del 9 de septiembre, con vientos sostenidos de 122 km/h en superficie observados por los cazadores de huracanes. Florence se intensificó rápidamente durante la noche impulsado por temperaturas de la superficie del mar de 29 a 29,5 °C. Ráfagas convectivas con relámpagos frecuentes rodearon el ojo, dando lugar a un ojo bien definido de 19 km de ancho. El creciente flujo de salida ventiló el ciclón permitiendo su continuo crecimiento. El sistema alcanzó rápidamente la intensidad de categoría 4 a las 16:00 UTC, con aviones de reconocimiento registrando vientos en superficie cercanos a 215 km/h y una presión de 946 mbar (hPa; 27,93 inHg). Para entonces, el movimiento del huracán se aceleró y giró al noroeste, una trayectoria que mantendría durante varios días.
El huracán Florence alcanzó su intensidad inicial máxima a finales del 10 de septiembre con vientos sostenidos de 220 km/h y una presión de 940 mbar (hPa; 27,76 inHg). El alcance de los vientos con fuerza de huracán se duplicó en tamaño y se observaron mesovórtices bien definidos girando a lo largo del ojo interno. Un ligero debilitamiento ocurrió después, al iniciarse un ciclo de reemplazo del ojo, con la convección alrededor del ojo volviéndose irregular y el ojo mismo llenándose. Este proceso se completó al día siguiente, con el nuevo ojo abarcando 55 km. Un extenso flujo de salida se estableció sobre el ciclón, extendiéndose al noroeste y este, proporcionando ventilación y deformación que permitió a Florence seguir expandiéndose. El sistema se intensificó nuevamente y alcanzó su intensidad máxima con vientos de 240 km/h y una presión de 937 mbar (hPa; 27,76 inHg) a las 18:00 UTC. La trayectoria futura del huracán se volvió cada vez más compleja al acercarse a las Carolinas. El fortalecimiento de una vaguada que se desplazaba tierra adentro sobre el noroeste del Pacífico amplificó la cresta sobre el nordeste de los Estados Unidos y el océano Atlántico Occidental, dirigiendo a Florence hacia el oeste-noroeste. Se anticipó un colapso de las corrientes de dirección cerca del momento de tocar tierra el 14 de septiembre, lo que resultaría en que el huracán permaneciera cerca de la costa o justo tierra adentro por un período prolongado.
Las fluctuaciones en la organización de Florence continuaron durante el resto del 11 y el 12 de septiembre. Las condiciones ambientales seguían siendo muy favorables para la intensificación y el NHC pronosticó que el sistema se fortalecería justo por debajo del estatus de categoría 5 para el 13 de septiembre; sin embargo, el sistema pronto se debilitó y se degradó a categoría 3 a las 18:00 UTC. Florence creció constantemente en tamaño durante este tiempo, con vientos de fuerza de tormenta tropical extendiéndose 315 km para el final del 12 de septiembre. El núcleo del huracán comenzó a desmoronarse el 13 de septiembre, ya que el aumento de la cizalladura de viento de nivel medio y el afloramiento de agua más fría redujeron la energía disponible. El ojo del huracán se erosionó completamente en el lado sur y la convección se interrumpió. Datos de reconocimiento revelaron un ciclo de reemplazo del ojo en curso, con un núcleo interno de 35 a 55 km de ancho y un núcleo externo de 95 de 110 km. Además, los vientos sostenidos en superficie cayeron a unos estimados 175 km/h, marcando el fin de la etapa de Florence como huracán mayor.

## Aterrizaje y disipación

Animación NEXRAD del huracán Florence entre el 13 y 14 de septiembre al aterrizar en Carolina del Norte.

Las bandas de lluvia externas del huracán Florence comenzaron a afectar a Carolina del Norte durante la segunda mitad del 13 de septiembre. La abundante humedad atmosférica combinada con un fuerte levantamiento desde el anticiclón sobre Florence creó un entorno propicio para precipitaciones torrenciales generalizadas. Los datos del radar NEXRAD de Morehead City indicaron tasas de lluvia de 25 a 50 mm por hora dentro de estas bandas. El avance Florence se desaceleró a lo largo del día mientras la cresta que lo dirigía al noroeste se fortalecía frente al ciclón hacia los montes Apalaches. El ojo previamente interrumpido se renovó; sin embargo, las velocidades del viento dentro de la tormenta continuaron disminuyendo. Las fluctuaciones adicionales en el núcleo del huracán resultaron en un movimiento errático, incluyendo un breve período de estancamiento aproximadamente a 155 km al este-sureste de Wilmington. A las 21:00 UTC, vientos sostenidos con fuerza de huracán alcanzaron la costa de Carolina del Norte. El ojo de Florence, avanzando lentamente hacia el oeste, finalmente aterrizó cerca de Wrightsville Beach a las 11:15 UTC del 14 de septiembre como huracán de categoría 1 con vientos de 150 km/h y una presión central de 956 mbar (hPa; 28,23 inHg).
Al moverse hacia tierra, una profunda convección surgió en el lado este del núcleo de Florence. Se estableció una fuerte banda de entrada en esta área, resultando en lluvias intensas localizadas a lo largo de Crystal Coast. Las tasas de lluvia dentro del ojo occidental alcanzaron un estimado de 75 mm por hora, mientras que acumulaciones generalizadas de 25 a 50 mm por hora cayeron dentro de la banda este. Un pluviómetro en Swansboro indicó acumulaciones de 355 a 380 mm para las 14:34 UTC, superando las estimaciones por radar. Lluvias constantes afectaron al condado de Carteret, provocando una alerta de inundación repentina en ese momento. Aunque el huracán continuó su lento movimiento hacia el oeste, la banda de lluvia se propagó gradualmente hacia el este, resultando en un movimiento neto nulo. Temprano el 15 de septiembre, esta banda permaneció sobre los condados de Onslow, Carteret, Jones, Lenoir y Wayne. Una nueva banda de lluvia se desarrolló más cerca del núcleo de la tormenta sobre los condados de New Hanover, Brunswick, Pender, Bladen y Sampson. Inundaciones repentinas catastróficas causadas por estas bandas ocurrieron durante todo el día, destruyendo carreteras y necesitando rescates acuáticos.

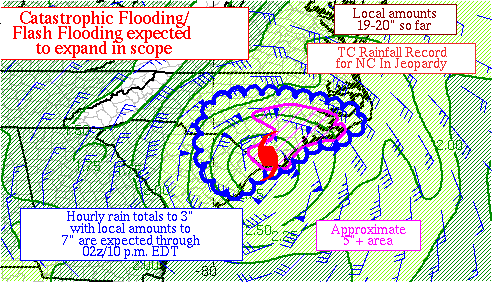
Análisis del Centro de Predicción Meteorológica de agua precipitable a las del 14 de septiembre; los valores alcanzaron un máximo de cerca de Morehead City, Carolina del Norte. Las áreas sombreadas en magenta en el este de Carolina del Norte indican inundaciones catastróficas al momento del gráfico.

Aunque el centro de Florence avanzó tierra adentro sobre Carolina del Sur, valores de energía potencial convectiva disponible de 1000 a 2000 J/kg en alta mar y fuertes vientos de nivel medio continuaron alimentando las bandas de lluvia mencionadas. Un bajo riesgo de tornados acompañó las fuertes lluvias en Carolina del Norte. El calentamiento diabático mínimo derivado de la falta de un gradiente térmico en el huracán mantuvo baja la amenaza de tormentas tornádicas, siendo la principal fuerza impulsora la abundante humedad atmosférica. Entre Morehead City y Wilmington, durante la noche del 14 al 15 de septiembre, se desarrollaron superceldas training a pequeña escala (series de tormentas intensas que se desarrollan, atraviesan y disipan continuamente en las mismas zonas). Ocurrieron inundaciones récord a lo largo de los ríos Cape Fear, noreste del Cape Fear, Lumber y Waccamaw; nueve medidores fluviales del Servicio Geológico de Estados Unidos registraron crecidas históricas. Las inundaciones persistieron a lo largo de varios ríos durante más de una semana tras la tormenta. Aproximadamente 86 000 hogares en Carolina del Norte y del Sur sufrieron inundaciones u otros daños. Los daños totales entre los dos estados se estimaron en 24 mil millones de dólares, posicionando a Florence como el noveno huracán más costoso en la historia de Estados Unidos.
Florence se debilitó por debajo de la fuerza de huracán a las 00:00 UTC del 15 de septiembre. Su cercanía a la costa le permitió mantener su organización y degradarse solo lentamente. Durante la mayor parte del día, intensas bandas de lluvia persistieron sobre el sur de Carolina del Norte, con acumulaciones cada seis horas promediando de 75 a 150 mm en dos bandas que se extendían desde los condados de Brunswick hasta Bladen y de Pender a Sampson. Ayudada por un anticiclón, esta banda se extendió a lo largo de 565 km en el lado este de Florence. Las lluvias más intensas se trasladaron a Carolina del Sur temprano el 16 de septiembre; las tasas de lluvia estimadas alcanzaron de 50 a 75 mm por hora en los condados de Dillon, Marion y Marlboro.
El sistema finalmente se debilitó a depresión tropical sobre Carolina del Sur a las 18:00 UTC del 16 de septiembre, más de dos días después de tocar tierra. Florence aceleró hacia el norte a lo largo del borde occidental de la cresta que previamente lo dirigía al oeste. Eventualmente se convirtió en extratropical sobre Virginia Occidental el 17 de septiembre. Las fuertes lluvias se propagaron al norte junto con el centro de circulación; sin embargo, las bandas de lluvia se extendieron desde Virginia hasta Carolina del Sur hasta el 17 de septiembre, con una banda estrecha de convección girando a lo largo de las laderas orientales de los montes Apalaches. Un sistema frontal que se aproximaba hizo que el sistema remanente acelerara hacia el este, resultando en su disipación sobre Massachusetts el 18 de septiembre. Las precipitaciones disminuyeron gradualmente a medida que el sistema se debilitaba y la amenaza de inundaciones se redujo en consecuencia. Lluvias moderadas con áreas localizadas de fuertes precipitaciones se extendieron hacia Pensilvania (Nueva York) y el sur de Nueva Inglaterra el 18 de septiembre. Sin embargo, los remanentes de Florence emergieron al Atlántico, antes de dividirse en dos tormentas separadas. El sistema al sur eventualmente se convertiría en la tormenta subtropical Leslie varios días después.